# 五胡十六国時代の人物一覧
五胡十六国時代の人物一覧（ごこじゅうろっこくじだいのじんぶついちらん）は、五胡十六国時代に活躍していた人物の一覧である。
前趙 (漢)から夏までの五胡十六国については『十六国春秋』の巻題順、前仇池から北魏までの五胡十六国以外の国については、成立年順に列記している。
ウィキペディアで個別記事のある人物を表示している。

## 前趙（漢）

### 君主
1. 光文帝劉淵
2. 廃帝劉和
3. 昭武帝劉聡
4. 隠帝劉粲
5. 劉曜
6. 末主劉熙

### 人物

#### あ行
- 王育
- 王延
- 王沈
- 王騰
- 王騰
- 王弥

#### か行
- 喬智明
- 虚除権渠
- 呼延晏
- 呼延寔
- 呼延攸
- 呼延翼

#### さ行
- 周撫
- 石越

#### た行
- 臺産
- 張寔
- 張嵩
- 趙染
- 陳元達
- 田嵩

#### は行
- 北宮純

#### や行
- 游子遠

#### ら行
- 劉殷
- 劉胤
- 劉易
- 劉延年
- 劉雅
- 劉乂
- 劉恭
- 劉盛
- 劉宣
- 劉暾
- 劉翼
- 劉霊
- 盧志

## 後趙

### 君主
1. 明帝石勒
2. 石弘
3. 武帝石虎
4. 石世
5. 石遵
6. 石鑑
7. 石祗

### 人物

#### か行
- 郭敬
- 郭権
- 郭黒略
- 夔安
- 孔萇

#### さ行
- 支雄
- 徐光
- 徐統
- 石堪
- 石宏
- 石琨
- 石邃
- 石生
- 石宣
- 石聡
- 石沖
- 石肇
- 石韜
- 石斌
- 石苞
- 冉瞻
- 続咸

#### た行
- 張賀度
- 張挙
- 張豺
- 張賓
- 趙明
- 趙攬
- 張離
- 程遐
- 桃豹

#### は行
- 裴憲
- 傅暢

#### ら行
- 劉隗
- 劉徴

## 前燕

### 君主
1. 武宣帝慕容廆
2. 文明帝慕容皝
3. 景昭帝慕容儁
4. 幽帝慕容暐

### 人物

#### あ行
- 悦希
- 悦綰
- 王歓
- 王寓
- 王済
- 王誕
- 王騰
- 乙逸

#### か行
- 艾朗
- 楽嵩
- 韓矯
- 韓恒
- 韓宰
- 韓寿
- 韓苞
- 鞠殷
- 鞠運
- 鞠彭
- 黄泓
- 高開
- 高詡
- 侯青
- 高商
- 高瞻
- 高弼

#### さ行
- 崔燾
- 常覇
- 申胤
- 申紹
- 成公都
- 石琮
- 宋該
- 宋晃
- 宋斌
- 孫泳
- 孫希
- 孫興

#### た行
- 段剛
- 張英
- 張泓
- 張悕
- 張鴻
- 張統
- 趙盤
- 張萌
- 鄭林
- 杜群

#### は行
- 裴開
- 裴嶷
- 傅顔
- 平熙
- 封奕
- 封悛
- 封抽
- 封放
- 封裕
- 慕容越
- 慕容淵
- 慕容恪
- 慕容嶽
- 慕容汗
- 慕容桓
- 慕容翰
- 慕容徽
- 慕容宜
- 慕容強
- 慕容軍
- 慕容虔
- 慕容鉤
- 慕容昭
- 慕容秀
- 慕容遵
- 慕容渉
- 慕容塵
- 慕容荘
- 慕容臧
- 慕容稚
- 慕容筑
- 慕容忠
- 慕容評
- 慕容彪
- 慕容黙
- 慕容友
- 慕容幼
- 慕容曄
- 慕容蘭
- 慕容龍
- 慕容亮
- 慕容厲
- 慕容僂
- 慕輿句
- 慕輿根
- 慕輿虔
- 慕輿長卿
- 慕輿泥
- 慕輿龍

#### ま行
- 孟高

#### や行
- 游泓
- 游邃
- 陽協
- 陽景
- 陽耽
- 陽騖
- 陽裕

#### ら行
- 蘭建
- 李邽
- 李洪
- 李産
- 李績
- 劉賛
- 劉翔
- 劉靖
- 劉瞻
- 劉当
- 劉佩
- 劉斌
- 劉洛
- 梁琛
- 魯昌

## 前秦

### 君主
1. 恵武帝苻洪
2. 景明帝苻健
3. 厲王苻生
4. 宣昭帝苻堅
5. 哀平帝苻丕
6. 高帝苻登
7. 末帝苻崇

### 人物

#### あ行
- 尹国
- 王広
- 王堕
- 王擢
- 王統
- 王騰
- 王猛

#### か行
- 賈玄碩
- 強平
- 魚遵
- 倶難
- 苟萇
- 胡空

#### さ行
- 徐嵩
- 徐成
- 石越

#### た行
- 趙倶
- 張蚝
- 鄧羌

#### は行
- 苻雅
- 苻黄眉
- 苻敞
- 苻菁
- 苻詵
- 苻飛
- 苻法
- 苻雄
- 苻融
- 苻洛
- 苻柳
- 苻琳
- 彭越
- 彭超
- 慕容夔

#### ま行
- 毛盛
- 毛当

#### や行
- 楊安

#### ら行
- 雷弱児
- 李威
- 梁成
- 梁平老
- 呂婆楼

## 後秦

### 君主
1. 武昭帝姚萇
2. 文桓帝姚興
3. 末主姚泓

### 人物

#### あ行
- 尹緯

#### か行
- 姜紀

#### や行
- 姚緒
- 姚碩徳
- 姚紹

## 成漢

### 君主
1. 景帝李特
2. 秦文王李流
3. 武帝李雄
4. 哀帝李班
5. 幽公李期
6. 昭文帝李寿
7. 末主李勢

### 人物

#### あ行
- 閻式

#### か行
- 解思明
- 龔壮

#### は行
- 范長生
- 范賁

#### や行
- 楊褒

#### ら行
- 李安
- 李奕
- 李越
- 李始
- 李驤
- 李蕩
- 李輔
- 李庠
- 李離

## 前涼

### 君主
1. 武王張軌
2. 昭王張寔
3. 成王張茂
4. 文王張駿
5. 桓王張重華
6. 哀公張耀霊
7. 威王張祚
8. 沖公張玄靚
9. 悼公張天錫

### 人物

#### あ行
- 陰澹

#### か行
- 韓璞

#### さ行
- 索孚
- 謝艾
- 車済
- 常據
- 宋混
- 宋配

#### た行
- 張瓘
- 張粛
- 張植
- 趙長
- 張邕

#### は行
- 馬岌
- 氾瑗

## 西涼

### 君主
1. 武昭王李暠
2. 後主李歆
3. 末主李恂

## 北涼

### 君主
1. 文王段業
2. 武宣王沮渠蒙遜
3. 哀王沮渠牧犍

### 人物

#### ら行
- 劉延明 - 秘書郎

## 後涼

### 君主
1. 懿武帝呂光
2. 隠王呂紹
3. 霊帝呂纂
4. 後主呂隆

## 後燕

### 君主
1. 成武帝慕容垂
2. 恵愍帝慕容宝
3. 蘭汗
4. 昭武帝慕容盛
5. 昭文帝慕容熙

### 人物

#### あ行
- 衛駒
- 王騰

#### か行
- 郝晷
- 可足渾譚
- 綦毋滕

#### た行
- 段崇
- 趙謙
- 張崇
- 張攀
- 鄭豁
- 程同
- 翟斌
- 田山

#### は行
- 平睿
- 平翰
- 平規
- 平喜
- 平幼
- 没根
- 慕容尹国
- 慕容淵
- 慕容会
- 慕容鑒
- 慕容虔
- 慕容豪
- 慕容佐
- 慕容策
- 慕容進
- 慕容脱
- 慕容道成
- 慕容農
- 慕容隆
- 慕容蘭
- 慕容朗
- 慕容倭奴

#### や行
- 余巌

#### ら行
- 蘭審
- 劉詳
- 魯恭

## 南涼

### 君主
1. 武王禿髪烏孤
2. 康王禿髪利鹿孤
3. 景王禿髪傉檀

## 南燕

### 君主
1. 献武帝慕容徳
2. 末主慕容超

## 西秦

### 君主
1. 宣烈王乞伏国仁
2. 武元王乞伏乾帰
3. 文昭王乞伏熾磐
4. 後主乞伏暮末

## 北燕

### 君主
1. 恵懿帝高雲
2. 文成帝馮跋
3. 昭成帝馮弘

## 夏

### 君主
1. 武烈帝赫連勃勃
2. 赫連昌
3. 赫連定

### 人物

#### あ行
- 王買徳

## 前仇池

### 君主
1. 楊茂搜
2. 楊難敵
3. 楊毅
4. 楊初
5. 楊国
6. 楊俊
7. 楊世
8. 楊統
9. 楊纂

## 代

### 君主
1. 穆帝拓跋猗盧
2. 拓跋普根
3. 名前不詳
4. 平文帝拓跋鬱律
5. 恵帝拓跋賀傉
6. 煬帝拓跋紇那
7. 烈帝拓跋翳槐
8. 昭成帝拓跋什翼犍

### 人物

#### た行
- 拓跋翰
- 拓跋孤
- 拓跋寔
- 拓跋寔君
- 拓跋六脩

## 冉魏

### 君主
1. 武悼天王冉閔

### 人物

#### あ行
- 王泰

#### さ行
- 蘇彦

#### ら行
- 李農
- 劉羣
- 劉顕

## 西燕

### 君主
1. 烈文帝慕容泓
2. 威帝慕容沖
3. 段随
4. 慕容凱
5. 慕容瑤
6. 慕容忠
7. 慕容永

## 後仇池

### 君主
1. 武王楊定
2. 恵文王楊盛
3. 楊玄
4. 楊保宗
5. 楊難当

## 翟魏

### 君主
1. 翟遼
2. 翟釗

## 北魏

### 君主
1. 道武帝拓跋珪
2. 明元帝拓跋嗣
3. 太武帝拓跋燾

### 人物

#### あ行
- 安頡
- 安同
- 尉眷
- 尉諾
- 于栗磾
- 袁式
- 燕鳳
- 王慧龍
- 王建
- 王洛児

#### か行
- 娥清
- 賀泥
- 韓延之
- 丘堆
- 許謙
- 屈遵
- 源賀
- 公孫表
- 公孫軌
- 古弼
- 胡方回

#### さ行
- 崔徽
- 崔宏
- 崔浩
- 司馬楚之
- 司馬文思
- 車路頭
- 叔孫建
- 叔孫俊
- 宋隠

#### た行
- 拓跋意烈
- 拓跋悦
- 拓跋煕
- 拓跋儀
- 拓跋虔
- 拓跋健
- 拓跋觚
- 拓跋脩
- 拓跋紹
- 拓跋処文
- 拓跋俊
- 拓跋遵
- 拓跋順
- 拓跋崇
- 拓跋斉
- 拓跋素
- 拓跋範
- 拓跋丕
- 拓跋弥
- 拓跋曜
- 拓跋黎
- 拓跋連
- 長孫翰
- 長孫嵩
- 長孫道生
- 長孫肥
- 刁雍
- 張黎
- 杜超

#### は行
- 莫題
- 皮豹子
- 封懿
- 穆崇

#### や行
- 庾岳
- 游雅

#### ら行
- 陸俟
- 楼伏連

#### わ行
- 和跋

## 後蜀

### 君主
1. 譙縦

## 独立勢力の人物

### あ行
- 宇文逸豆帰
- 宇文乞得亀
- 宇文遜昵延
- 宇文莫珪

### さ行
- 曹嶷

### た行
- 段牙
- 段龕
- 段疾陸眷
- 段渉復辰
- 段匹磾
- 段末波
- 段務勿塵
- 段遼
- 段蘭
- 段驎
- 陳安

### は行
- 慕容仁

### や行
- 姚襄

## 女性

### あ行
- 成漢皇后閻氏

### か行
- 太武皇后赫連氏
- 景昭皇后可足渾氏
- 長安君可足渾氏
- 敬哀皇后賀氏
- 献明皇后賀氏
- 仇氏
- 明徳皇后強氏
- 前趙皇后靳月華
- 前趙皇后靳月光
- 明徳皇后苟氏
- 武元皇后呼延氏

### さ行
- 成漢皇后任氏
- 前趙皇后単氏

### た行
- 南燕皇后段季妃
- 成哀皇后段元妃
- 景徳皇后段氏
- 恵徳皇后段氏
- 後燕夫人段氏
- 成昭皇后段氏
- 文明皇后段氏
- 武孝皇后張徽光
- 前秦夫人張氏
- 後趙王后鄭桜桃
- 冉魏皇后董氏
- 明元密皇后杜氏
- 後趙王后杜珠

### は行
- 前涼王后馬氏
- 昭文皇后苻訓英
- 昭愍皇后苻娀娥
- 元悼皇后卜氏
- 北魏皇后慕容氏

### や行
- 献文皇后羊献容
- 昭哀皇后姚氏

### ら行
- 成漢皇太后羅氏
- 文昭皇后蘭氏
- 蘭氏
- 武徳皇后劉英
- 武宣皇后劉娥
- 献烈皇后劉氏
- 後趙皇后劉氏
- 後趙皇后劉氏
- 宣穆皇后劉氏
- 前趙皇后劉芳